# S/2022 J 1
S/2022 J 1 es un pequeño satélite natural exterior de Júpiter descubierto por Scott S. Sheppard el 30 de agosto de 2022, utilizando el Telescopio Víctor M. Blanco de 4,0 metros en el Observatorio Cerro Tololo, Chile. Fue anunciado por el Minor Planet Center el 22 de febrero de 2023, después de que se recopilaran observaciones durante un período de tiempo lo suficientemente largo como para confirmar la órbita del satélite.
S/2022 J 1 es parte del grupo de Carmé, un estrecho cúmulo de satélites retrógrados irregulares de Júpiter que siguen órbitas similares a las de Carme en ejes semi-mayores entre 22 y 24 millones de kilómetros, excentricidades orbitales entre 0,2 y 0,3 e inclinaciones entre 163 y 166°. Tiene un diámetro de aproximadamente 2 kilómetros (1,2 mi) para una magnitud absoluta de 17.0.